# Elisabeth Pähtz
Elisabeth Pähtz (ou Paehtz, née le 8 janvier 1985 à Erfurt en Allemagne) est une joueuse d'échecs allemande, elle a le titre de grand maître international (titre mixte).

## Biographie et carrière
Elle a été entraînée dès son plus jeune âge par son père, Thomas Pähtz, lui-même un grand maître du jeu. À l'âge de neuf ans, elle remporte le championnat allemand des moins de 11 ans. En 1999, elle devient la championne d'Allemagne. En 2002, elle devient championne du monde des moins de 18 ans et en 2004, elle devient championne du monde junior.
La même année, au championnat d'Europe individuel à Dresde, elle atteint la 16e place. Elle suit les cours de l'école des sports de Dresde jusqu'à 2004 et est l'une des plus fortes joueuses d'Allemagne. En compétition par équipe, elle défend les couleurs du Dresdner Sport Club 1898.
Pähtz était l'un des quatre joueurs professionnels associés à l'équipe qui affrontait Garry Kasparov lors du match Kasparov contre le monde en 1999.
Elle s'est mariée à Erfurt en septembre 2015 avec Luca Shytaj, ils ont vécu à Rome et ont ensuite déménagé en Allemagne. Les deux joueurs d'échecs se sont ensuite séparés.
En août 2012, son classement Elo est de 2 483 et elle est la numéro 1 allemande.
| Année | Lieu                    | Résultat                            | Ultime adversaire                | Adversaires battues              |
| ----- | ----------------------- | ----------------------------------- | -------------------------------- | -------------------------------- |
| 2001  | Moscou                  | troisième tour (huitième de finale) | Cristina-Adela Foișor            | Iweta Radziewicz Wang Pin        |
| 2004  | Elista                  | troisième tour (huitième de finale) | Xu Yuhua                         | Wang Pin Zhao Xue                |
| 2006  | Iekaterinbourg, Russie  | premier tour                        | Peng Zhaoqin                     |                                  |
| 2008  | Naltchik, Russie        | deuxième tour                       | Anna Ushenina                    | Ilaha Kadimova                   |
| 2010  | Antakya, Turquie        | deuxième tour                       | Viktorija Cmilyte                | Jolanta Zawadzka                 |
| 2012  | Khanty-Mansiïsk         | Absente du championnat du monde.    | Absente du championnat du monde. | Absente du championnat du monde. |
| 2015  | Sotchi                  | premier tour                        | Meri Arabidzé                    |                                  |
| 2017  | Téhéran                 | premier tour                        | Atousa Pourkashiyan              |                                  |
| 2018  | Khanty-Mansiïsk, Russie | premier tour                        | Mobina Alinasab                  |                                  |

En août 2023, elle bat la championne du monde Ju Wenjun et se qualifie pour les quarts de finale de la Coupe du monde d'échecs féminine 2023.
| Année | Lieu   | Résultat                            | Ultime adversaire | Adversaires battues                                   |
| ----- | ------ | ----------------------------------- | ----------------- | ----------------------------------------------------- |
| 2021  | Sotchi | huitième de finale (quatrième tour) | Anna Mouzytchouk  | Nurgyul Salimova Gulnar Mammadova                     |
| 2023  | Bakou  | quart de finale                     | Anna Mouzytchouk  | Törmönkhiin Mönkhzul, Bibisara Assaubayeva, Ju Wenjun |